# Tool
Tool is een Amerikaanse rock- en metalband uit Los Angeles. Hun muziek wordt ook wel progressieve metal genoemd.

## Geschiedenis
Tool is opgericht in 1990 door zanger Maynard James Keenan, gitarist Adam Jones, drummer Danny Carey en de bassist Paul d'Amour. In 1992 brengen ze hun eerste EP uit: Opiate. Hierop staan 6 nummers, waaronder de latere hit Hush en Opiate.
Dit was de opstap naar hun eerste volwaardige album Undertow dat in 1993 uitkwam, met onder meer een gastoptreden van Henry Rollins. In datzelfde jaar stond Tool geprogrammeerd op het Amerikaanse muziekfestival Lollapalooza, waar zij veel bekijks trokken. Dit optreden zorgde ervoor dat Undertow al snel een gouden plaat werd (later zou hij zelfs dubbel platina worden). In 1993 toerden ze door Nederland in het voorprogramma van Fishbone. Ze stonden op Popwerk in 's-Hertogenbosch en op de eerste editie van A Campingflight to Lowlands Paradise, een festival waarop Maynard James Keenan met Rage Against the Machine live meegezong met het nummer "Know Your Enemy" (een van de twee keren in Europa). Op het gelijknamige album van Rage Against The Machine is Maynard James Keenan ook in dit nummer te horen.
In september 1995 verliet Paul d'Amour de band en in november van hetzelfde jaar kwam de huidige bassist Justin Chancellor erbij. In 1996 kwam Tool met een nieuw album, Ænima. De titel is afkomstig van de hit "Ænema" op dit album. Ænima is een samentrekking van de jungiaanse term anima(ziel) en enema, een anale douche ook wel klysma of darmspoeling genoemd. Ænima gaat dus over het rein worden van de ziel. In het nummer "Ænema" zingt Keenan over zijn verlangen naar de apocalyps die Los Angeles zal schoonwassen van haar decadentie. 
Na Ænima was het een tijdje rustig rondom Tool, omdat de bandleden zich bezighielden met andere projecten. Er gingen zelfs geruchten dat Tool uit elkaar zou gaan. Dit bleek onterecht in 2000, met de publicatie van de cd/video-box Salival, waar ook nieuw materiaal op stond. In 2001 kwam Tool helemaal terug met het succesvolle Lateralus. Onder andere de single "Schism" bereikte een groot publiek door hoog te scoren in de hitparades. Voor dit nummer ontving Tool een Grammy Award in de categorie "Best Metal Performance".
Ook het album 10,000 Days kan een succes worden genoemd. Het openingsnummer "Vicarious" gaat over een minder fraaie kant van de mens, namelijk dat mensen aangetrokken worden door negatief nieuws, terwijl zij zelf veilig voor hun tv zitten (de ver-van-mijn-bedshow). Het nummer "The Pot" werd eveneens als single uitgebracht. Opvallend op dit album is ook het elf minuten durende "Rosetta Stoned", wat over een man gaat die door een DMT-trip denkt dat hij ontvoerd was door aliens. Met 10.000 Days behaalde Tool zelfs de toppositie in de Nederlandse albumlijst.
Na een periode met rechtszaken over de copyright van het artwork van de band en aanverwante zaken, komt er in 2019 na 13 jaar het album Fear Inoculum uit.

## Thema's
Tool gebruikt haar muziek om diverse maar vooral diepgaande thema's te bespreken. Filosofische, spirituele onderwerpen en teksten over persoonlijke, innerlijke strijd worden uitgewerkt. Op de albums is de voortgang van hun eigen innerlijke strijd ook terug te horen. De eerste albums zijn rauwer, zowel muzikaal als tekstueel, en het latere album Lateralus lijkt een afsluiting van die strijd. Vooral de titelsong, waarin hij 'de spiraal van onze goddelijkheid volgt terwijl hij mens blijft' is daar een goede weerspiegeling van.

### Wiskunde
In de muziek van Tool is Danny Careys interesse in wiskunde merkbaar. Zo kan men in het nummer "Lateralus" op verschillende plaatsen de Rij van Fibonacci terugvinden. Niet alleen in de tekst waarin het metrum volgens deze reeks verloopt, maar ook in de maatwisselingen. Zo speelt hij eerst in 9/8, dan in 8/8 en ten slotte in 7/8. 987 is het zeventiende getal van de Fibonaccireeks.

### Kunst
Muziek van Tool komt vaak in verband met kunstwerken van de kunstenaar Alex Grey. Zo heeft hij de albumcovers van Lateralus en 10,000 Days ontworpen. In de verpakking van Lateralus is een mens te zien met in de zichtbare hersenkronkels het woord GOD. Bij 10,000 Days zit er een speciaal brilletje aan vast en als je daardoorheen in het boekje van het album kijkt (waar je op normale wijze gewoon twee schijnbaar exact dezelfde plaatjes naast elkaar ziet) worden deze plaatjes 'samengevoegd' tot één plaatje met een 3D effect. Zoiets heet een stereoscopie en de bril een stereoscoop. In dit geval is er een parallelle stereoscopie: het linkeroog ziet de linker afbeelding, het rechteroog de rechter afbeelding. Met deze verpakking won Tool de Grammy voor beste verpakking in 2007.
De video's, waarvan het overgrote deel gemaakt door Adam Jones, nemen een belangrijke plaats in tijdens live optredens van de band. Zo vormen ze de achtergrond waartegen de band speelde tijdens de '10.000 days' tournee, maar ook op festivals verrassen ze menig toeschouwer. De video's zijn unieke animaties, soms luguber en donker. In tegenstelling tot wat mensen in het algemeen gewend zijn van muziekvideo's, sluiten de video's van Adam niet direct aan op de teksten, maar laat Adam zich in de eerste plaats beïnvloeden door de muziek van het nummer. Ze doen soms denken aan Netzhammer, maar zijn veel minder steriel. De video's bewijzen de veelzijdigheid van de band, en voegen een extra dimensie toe, die de band een bijzondere plaats geeft in de muziekwereld van tegenwoordig.

## Bezetting
- Maynard James Keenan - zang (tevens zanger van de band A Perfect Circle en Puscifer)
- Adam Jones - gitaar
- Justin Chancellor - bas
- Danny Carey - drums

## Discografie

### Albums
| Album met eventuele hitnotering(en) in de Nederlandse Album Top 100 | Datum van verschijnen | Datum van binnenkomst | Hoogste positie | Aantal weken | Opmerkingen     |
| ------------------------------------------------------------------- | --------------------- | --------------------- | --------------- | ------------ | --------------- |
| 72826                                                               | 1991                  | -                     |                 |              | EP              |
| Opiate                                                              | 1992                  | -                     |                 |              | EP              |
| Undertow                                                            | 1993                  | 16-06-2001            | 89              | 1            |                 |
| Ænima                                                               | 1996                  | 02-11-1996            | 75              | 7            |                 |
| Salival                                                             | 2000                  | -                     |                 |              | Compilatiealbum |
| Lateralus                                                           | 2001                  | 19-05-2001            | 7               | 14           |                 |
| 10,000 Days                                                         | 2006                  | 06-05-2006            | 1               | 21           |                 |
| Fear Inoculum                                                       | 2019                  | 07-09-2019            | 3               | 5            |                 |

| Album met hitnotering(en) in de Vlaamse Ultratop 200 albums | Datum van verschijnen | Datum van binnenkomst | Hoogste positie | Aantal weken | Opmerkingen |
| ----------------------------------------------------------- | --------------------- | --------------------- | --------------- | ------------ | ----------- |
| Lateralus                                                   | 2001                  | 26-05-2001            | 13              | 12           |             |
| 10,000 Days                                                 | 2006                  | 06-05-2006            | 1               | 35           |             |
| Fear Inoculum                                               | 2019                  | 07-09-2019            | 1               | 1            |             |

### Singles
| Single met eventuele hitnotering(en) in de Nederlandse Top 40 | Datum van verschijnen | Datum van binnenkomst | Hoogste positie | Aantal weken | Opmerkingen                 |
| ------------------------------------------------------------- | --------------------- | --------------------- | --------------- | ------------ | --------------------------- |
| Hush                                                          | 1992                  | -                     |                 |              |                             |
| Sober                                                         | 1993                  | -                     |                 |              |                             |
| Prison Sex                                                    | 1993                  | -                     |                 |              |                             |
| Stinkfist                                                     | 1996                  | -                     |                 |              |                             |
| H.                                                            | 1997                  | -                     |                 |              |                             |
| Ænema                                                         | 1997                  | -                     |                 |              |                             |
| Forty Six & 2                                                 | 1998                  | -                     |                 |              |                             |
| Schism                                                        | 2001                  | -                     |                 |              | Nr. 56 in de Single Top 100 |
| Lateralus                                                     | 2001                  | -                     |                 |              |                             |
| Parabola                                                      | 2002                  | -                     |                 |              | Nr. 54 in de Single Top 100 |
| Vicarious                                                     | 2006                  | -                     |                 |              |                             |
| The Pot                                                       | 2006                  | -                     |                 |              |                             |
| Jambi                                                         | 2007                  | -                     |                 |              |                             |
| Fear Inoculum                                                 | 2019                  | -                     |                 |              | Nr. 1 in De Afrekening      |

### Videoalbums
- 2000 - Salival
- 2005 - Schism
- 2005 - Parabola
- 2007 - Vicarious

### Overige hitlijsten
| De Tijdloze | '02 | '03 | '04 | '05 | '06 | '07 | '08 | '09 | '10 | '11 | '12 | '13 | '14 | '15 | '16 | '17 | '18 | '19 | '20 | '21 | '22 | '23 | '24 |
| ----------- | --- | --- | --- | --- | --- | --- | --- | --- | --- | --- | --- | --- | --- | --- | --- | --- | --- | --- | --- | --- | --- | --- | --- |
| Schism      | 78  | 69  | 40  | 37  | 19  | 15  | 16  | 25  | 28  | 26  | 22  | 14  | 17  | 15  | 16  | 21  | 13  | 12  | 13  | 11  | 17  | 16  | 23  |

* Enkel nummers uit de "echte" tijdloze top 100 worden hier vermeld. De Tijdloze Countdown werd niet in rekening gebracht.
| De Zwaarste Lijst | 2009* | 2010* | 2011* | 2012* | 2013 | 2014 | 2015 | 2016 | 2017 | 2018 | 2019 | 2020 | 2021 | 2022 | 2023 | 2024 | 2025 |
| ----------------- | ----- | ----- | ----- | ----- | ---- | ---- | ---- | ---- | ---- | ---- | ---- | ---- | ---- | ---- | ---- | ---- | ---- |
| Lateralus         | -     | -     | -     | -     | -    | -    | -    | -    | -    | -    | -    | -    | 100* | -    | -    | -    | -    |
| Pneuma            | -     | -     | -     | -     | -    | -    | -    | -    | -    | -    | -    | -    | -    | -    | 47   | 31   | 26   |
| Prison Sex        | 57    | -     | -     | -     | -    | -    | -    | -    | -    | -    | -    | -    | -    | -    | -    | -    | -    |
| Schism            | 14    | 13    | 7     | 9     | 13   | 10   | 8    | 10   | 5    | 4    | 3    | 3    | 2    | 3    | 5    | 6    | 6    |
| Sober             | 50    | -     | -     | -     | -    | -    | -    | -    | -    | -    | -    | -    | 79*  | -    | -    | 44   | -    |
| Stinkfist         | 24    | 35    | 29    | 50    | 40   | 63   | -    | 44   | -    | -    | 43   | 46   | 51   | 60   | 64   | 59   | 64   |
| The Pot           | -     | -     | -     | -     | -    | -    | -    | -    | -    | -    | -    | -    | -    | -    | -    | 64   | -    |
| Vicarious         | 36    | 41    | 35    | 36    | 50   | 49   | 36   | -    | -    | 65   | 64   | 52   | 61   | 59   | 54   | 53   | -    |
| Ænema             | 62    | 47    | 51    | 65    | -    | -    | 56   | -    | -    | -    | -    | -    | -    | 68*  | -    | -    | -    |

* Tot 2012 had de Zwaarste Lijst 70 plaatsen. Dit werd vanaf 2013 verminderd tot 66. In 2021 en 2022 bevatte de lijst 666 plaatsen. Enkel nummers uit de top 100 werden in deze tabel toegevoegd.